# Snöveltorp
Snöveltorp est une localité de Suède dans la commune de Söderköping située dans le comté d'Östergötland.
Sa population était de 469 habitants en 2019.